# Ut queant laxis
«Ut queant laxis» — католицький гімн Івану Хрестителю, написаний латинською мовою. Традиційно приписується Павлу Диякону, лангобардському історику, який жив у VIII столітті. Автором мелодії гімну нині прийнято вважати Гвідо Аретинського (перша третина ХІ ст.). Перші склади кожного рядка першої строфи гімну (за типом акровіршу) послужили назвами ступенів звукоряду (нот). У традиційній католицькій літургії (див. григоріанський хорал) розспів «Ut queant laxis» приурочений до свята Різдва Івана Хрестителя.

## Коротка характеристика
Особливість гімну така, що кожен рядок першої строфи виконується на ступінь вище попередньої. В XI столітті Гвідо Аретинський придумав систему сольмізації, в якій встановив збережені до наших днів складові назви ступенів звукоряду: ут (згодом замінена на до), ре, мі, фа, соль, ля. Спочатку, назв було шість, оскільки Гвідо використовував гексахорд. Склад сі був доданий в XVIII столітті за першими літерами слів Sancte Ioannes. Оскільки закритий склад ут незручно виконувати, в XVII столітті Джованні Баттіста Доні запропонував замінити його на до в честь Господа (лат. Dominus). Він же запропонував сьому сходинку позначати складом бі.

## Текст
Перша строфа:
Ut queant laxis
resonare fibris,
Mira gestorum
famuli tuorum,
Solve polluti
labii reatum,
Sancte Iohannes.

## Переклад

Запис мелодії квадратною нотацією

Запис мелодії у сучасній нотації

Щоб слуги твої
голосами своїми
змогли оспівати
дивні діяння твої,
очисти гріх
з наших зганьблених вуст,
о, Святий Іоанн.